# 三股站
三股站（日语：／ Mimata eki */?）是位於宮崎縣北諸縣郡三股町大字樺山，九州旅客鐵道（JR九州）的日豐本線車站。事務管號碼為▲940510。
站房外掛着的站名牌，是採用了地方方言串法寫成，意謂「三股之車站」，其中及採用正體，而中間的則以藝術方式顯示，並配以一個圈包着。

## 車站構造
建有以木為主的單層多用途站房一座，是由三股町購入了原來的用地，再把原來的站房拆卸、重置為一座具多功能用途的站房。左則為町營的社區巴士『Kuima-ru』事務所和多用途室，右側為列車候車室，中央為開放式玄關及閘口。
在日豐本線上，本站是繼門川和南日向後，第3座由當地自治體所營運的車站站房。

### 月台
| 月台 | 路線      | 上下行 | 方向                 |
| ---- | --------- | ------ | -------------------- |
| 1    | ■日豐本線 | 下行   | 都城、鹿兒島中央方向 |
| 2    | ■日豐本線 | 上行   | 南宮崎、宮崎方向     |

## 歷史
1972年，由於都城地區開始以相對較便宜的運費來發展集中貨物處理，並逐步地擴充至周邊的區域，因而國鐵把本站由「三股」改稱為「東都城」，並開始引進貨物列車。不過，5年後都城站開始逐步把貨櫃基地遷移，再加上1984年國鐵大量刪減貨物列車，本站的貨物事業也被中止。事後，地元居民開始發動將車站復名運動，指出「都城」並不是三股町內的地名，不應使用町外的地名來命名，最終於1986年，車站改回為「三股」。
- 1914年2月11日：國有鐵道宮崎線都城～本站敫用，設站[4][1]。
- 1972年3月15日：車站改名為東都城站（日语：／）[1]。
- 1986年3月3日：在14年後，車站再次名為三股站（日语：／）[1]。
- 1987年4月1日：隨國鐵分割民營化，車站由九州旅客鐵道（JR九州）營運。
- 2009年4月4日：車站大樓改建工程完成[1]。
- 2022年4月1日：隨宮崎綜合鐵道事業部改組，並且昇格為宮崎支社（日语：九州旅客鉄道宮崎支社），車站管理權由宮崎支社承繼[5]。

## 使用狀況
以下為近年1日平均乘車人次。
2016年起，因JR九州只公佈使用人數首300個車站的人數，本站因未達至首300位而獲得公佈實質人數的車站。但由於每日乘車人數超過100人的上名要求，所以改以補遺的方式顯示於每年度的排名榜內。
| 年度   | 1日平均 乘車人次 | 參考資料 |
| ------ | ---------------- | -------- |
| 1996年 | 217              |          |
| 1997年 | 217              |          |
| 1998年 | 206              |          |
| 1999年 | 213              |          |
| 2000年 | 199              |          |
| 2001年 | 231              |          |
| 2002年 | 226              |          |
| 2003年 | 252              |          |
| 2004年 | 247              |          |
| 2005年 | 232              |          |
| 2006年 | 223              |          |
| 2007年 | 232              |          |
| 2008年 | 71               |          |
| 2009年 | 256              |          |
| 2010年 | 237              |          |
| 2011年 | 234              |          |
| 2012年 | 258              |          |
| 2013年 | 279              |          |
| 2014年 | 277              |          |
| 2015年 | 260              |          |
| 2016年 | >100             | [ 7 ]    |
| 2017年 | >100             | [ 8 ]    |
| 2018年 | >100             | [ 9 ]    |
| 2019年 | >100             | [ 10 ]   |
| 2020年 | >100             | [ 11 ]   |
| 2021年 | >100             | [ 12 ]   |
| 2022年 | >100             | [ 13 ]   |
| 2023年 | >100             | [ 14 ]   |

## 相鄰車站
九州旅客鐵道
■日豐本線
■特急「霧島」2號（其他不停靠）
山之口  ← 三股 ← 都城
■普通
餅原－三股－都城

## 外部連結
- JR九州三股站 （页面存档备份，存于）